# هندسة الطاقة والبيئة
هندسة الطاقة والبيئة هي فرع من هندسة الطاقة التي تسعى إلى استخدام الطاقة بكفاءة والحفاظ على البيئة. يحتاج مهندسو الطاقة إلى المعرفة عبر العديد من التخصصات. تشمل الوظائف العمل في البيئة المبنية وصناعات الطاقة المتجددة والصناعات التقليدية.
في هذا المجال، يعتبر الإشعاع الشمسي مهمًا ويجب فهمه. يؤثر الإشعاع الشمسي على مناخ الأرض وضوء النهار المتاح. وهذا لا يؤثر فقط على بيئة الأرض ولكن أيضًا على البيئات الداخلية الأصغر التي ننشئها.
تتطلب هندسة الطاقة على الأقل فهمًا للميكانيكا و‌الديناميكا الحرارية والرياضيات و‌المواد وقياس العناصر المتفاعلة والآلات الكهربائية وعمليات التصنيع وأنظمة الطاقة. يمكن أن تتفرع الهندسة البيئية إلى مجالين رئيسيين: البيئات الداخلية والبيئات الخارجية. قد تتكون البيئات الداخلية من مساكن أو مكاتب أو عقارات تجارية أخرى. في هذا المجال، تشير الهندسة البيئية في بعض الأحيان إلى تصميم خدمات البناء لتكييف البيئة الداخلية إلى حالة مريحة أو إزالة الملوثات الزائدة مثل ثاني أكسيد الكربون أو المواد الضارة الأخرى.
قد تكون البيئات الخارجية هي دورات المياه أو الهواء أو البر أو البحار وقد تتطلب استراتيجيات جديدة لتسخير الطاقة أو إنشاء مرافق معالجة لتقنيات التلوث. تغطي منطقة الدرجة الواسعة هذه العديد من المناطق ولكنها متحيزة بشكل ميكانيكي وكهربائي. تسعى إلى استكشاف طرق أنظف وأكثر كفاءة لاستخدام الوقود الأحفوري، مع استكشاف وتطوير النظم باستخدام الموارد المتجددة والمستدامة، مثل الطاقة الشمسية وطاقة الرياح وطاقة الأمواج.